# Oxygaster anomalura
Oxygaster anomalura es una especie de peces de la familia de los
Cyprinidae en el orden de los Cypriniformes.

## Morfología
Los machos pueden llegar alcanzar los 20 cm de longitud total.

## Alimentación
Come insectos, incluyendo larvas de quironómidos.

## Hábitat
Es un pez de agua dulce y de clima tropical. (22 °C-27 °C).

## Distribución geográfica
Se encuentran en Asia: desde Tailandia hasta Indonesia, incluyendo el río Mekong.